# Ralph Bowen
Ralph Bowen (1965) is een Amerikaanse jazzsaxofonist en componist van de modernjazz.

## Biografie
Bowen was de jongste van vijf kinderen en groeide op op een veeboerderij. Zijn vader werkte als vastgoedmakelaar in Acton, een stad ten westen van Toronto. Op 5-jarige leeftijd kreeg hij pianoles. Op 10-jarige leeftijd begon hij klarinet te spelen en wisselde kort daarna naar de saxofoon, geïnspireerd door het voorbeeld van zijn oudste broer. Zijn ouders namen hem en zijn broers/zussen mee om de bigbands te beleven van Count Basie, Duke Ellington en Buddy Rich. Op 13-jarige leeftijd begon hij te spelen in danszalen in de buurt van Acton en Toronto en werkte hij met een tienkoppige band. Na afsluiting van het gymnasium bezocht hij de Summer School voor saxofoon aan de Banff School of Fine Arts, waar hij Pat LaBarbera, een invloedrijk saxofoondocent, ontmoette. In Banff maakte hij ook kennis met de pianiste Renee Rosnes.
Eerst speelde hij in het clubcircuit in Toronto, voordat hij studeerde aan het college van de University of Indiana. Hij bleef daar twee jaar, totdat hij hoorde dat de nieuwe band Out of the Blue werd geformeerd in New York. Michael Phillip Mossman was de orkestleider van deze band en adviseerde Bowen om aan de Rutgers University te komen om zijn college-opleiding te voltooien. Daar verwierf hij uiteindelijk zijn bachelor en diploma. Vervolgens begon hij daar in 1990 te doceren.
Vanaf de jaren 1980 werkte Bowen in het New Yorkse jazzcircuit. De eerste opnamen ontstonden in 1985 met de formatie Out of the Blue met Mossman, Kenny Garrett, Harry Pickens, Robert Hurst en Ralph Peterson. In de komende jaren speelde hij o.a. met Orrin Evans, Michel Camilo, Horace Silver, Renee Rosnes, Steve Wilson, Kenny Davis, Anthony Branker en Jared Gold. Onder zijn eigen naam bracht hij tot dusver zes albums uit. Zijn eerste Movin' On ontstond eind 1992 in kwintet-bezetting met Jim Beard, Jon Herington, Anthony Jackson en Ben Perowsky, gevolgd door A Morning View met Jim Beard, Charles Fambrough en Bill Stewart. Op het gebied van de jazz was hij tussen 1984 en 2016 betrokken bij 79 opnamesessies. Tegenwoordig (2019) leidt hij een kwartet met Jim Ridl (piano), Luques Curtis (bas) en Donald Edwards (drums), intussen met Kenny Davis (bas) en Cliff Almond (drums). 
Bowen woont in New Jersey en doceert aan de Rutgers University in New Brunswick, waar hij jazztheorie en saxofoon onderwijst en het Rutgers Jazz Ensemble leidt.
- Gemeinsame Normdatei: 134901967
- International Standard Name Identifier: 0000 0000 7366 3375
- Library of Congress Control Number: n91065965
- MusicBrainz: 29d5487b-f256-42b7-b7f4-f143fa89409d
- Virtual International Authority File: 284252783
- WorldCat: E39PCjDB7RHwrhtPjRhv73Hbv3